# Cuyinhue
Cuyinhue o Cullinhue  corresponde a una localidad rural en la comuna de Mariquina, Provincia de Valdivia, Región de Los Ríos, Chile, ubicada en la ribera oeste del Río Cruces.

## Historia

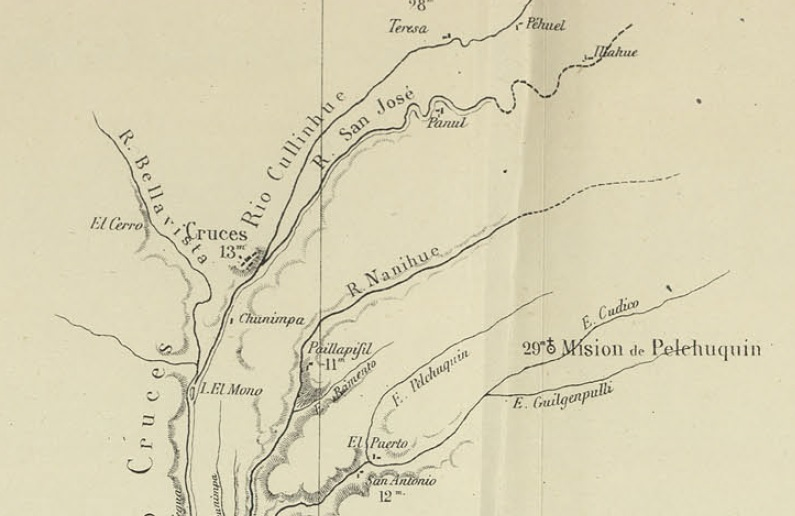
Río Cullinhue en el Mapa de la expedición de Francisco Vidal Gormaz en 1869

La localidad fue visitada por el Ingeniero Francisco Vidal Gormaz en el año 1868 en los trabajos de Exploración del Río Valdivia y sus afluentes encargado por el Gobierno de Chile e incluida en su Mapa sólo como Rio Cullinhue.
Y en el año 1899 en el Diccionario Geográfico de Francisco Astaburuaga Cienfuegos es mencionado el río.

Cullínhue. Riachuelo del departamento de Valdivia, que tiene origen en la vertiente austral del cerro de Tres Cruces, y corre hacia el S. á confluir con el de San José de Mariquina y formar el río de Cruces. Se aumenta con varios arroyos que recibe hacia su mitad inferior y es navegable por botes hasta el paraje de Pehuel. Significa lugar de paga.
 Francisco Astaburuaga

## Accesibilidad y transporte
Cuyinhue se encuentra a 16,2 km de la ciudad de San José de la Mariquina a través de la Ruta T-248.